# Marysin (Basse-Silésie)
Pour les articles homonymes, voir Marysin.
Marysin est une localité polonaise de la gmina de Wąsosz, située dans le powiat de Góra en voïvodie de Basse-Silésie.